# Walia w Konkursie Piosenki Eurowizji Junior
Walia uczestniczyła w Konkursie Piosenki Eurowizji Junior 2 razy. Od czasu debiutu konkursem w kraju zajmowało się S4C.

## Historia Walii w Konkursie Piosenki Eurowizji Junior
Walia pierwotnie brała udział w konkursie jako część Wielkiej Brytanii od 2003 do 2005 roku, ze stacją ITV odpowiedzialną za udział w konkursie. Walijski nadawca S4C wyraził także chęć udziału w 2008 roku podczas gdy konkurs odbywał się na Cyprze, jednak później zapadła decyzja o nie dokonywaniu debiutu.

### Konkurs Piosenki Eurowizji Junior 2018
9 maja 2018 roku nadawca S4C ogłosił, że kraj zadebiutuje w konkursie w 2018. Poprzez publiczne preselekcje Chwilio am Seren do reprezentowania kraju w konkursie wybrana została Manw z utworem „Perta”. Kraj zajął 20 (ostatnie) miejsce z 29 punktami.

### Konkurs Piosenki Eurowizji Junior 2019
W 2019 roku Erin Mai wystąpiła w 17. Konkursie Piosenki Eurowizji Junior  z piosenką „Calon yn Curo (Heart Beating)”. Kraj zajął 18 miejsce z 35 punktami.

### Konkurs Piosenki Eurowizji Junior 2020–2024: Brak udziału
W 2020 roku kraj zrezygnował z udziału ze względu pandemii wirusa SARS-CoV-2. 17 lutego 2021 nadawca S4C za pomocą Twittera potwierdził, że nie planuje wrócić do udziału w konkursie w 2021, dzień później dodając, że powodem takiej decyzji jest trwająca pandemia wirusa SARS-CoV-2.
4 lutego 2022 za pośrednictwem Twittera walijski nadawca S4C potwierdził, że nie powroci do konkursu w 2022 roku.

## Uczestnictwo
Następująca tabela ukazuje wyniki wszystkich reprezentantów w poszczególnych latach.
| Rok                        | Artysta  | Piosenka                        | Język    | Miejsce | Punkty |
| -------------------------- | -------- | ------------------------------- | -------- | ------- | ------ |
| 2018                       | Manw     | „Perta”                         | walijski | 20      | 29     |
| 2019                       | Erin Mai | „Calon yn Curo (Heart Beating)” | walijski | 18      | 35     |
| Brak reprezentanta od 2020 |          |                                 |          |         |        |

Legenda:
     1 miejsce
     2 miejsce
     3 miejsce
     Ostatnie miejsce

## Historia głosowania w finale (2018–2019)
Poniższe tabele pokazują, którym krajom Walia przyznawała w finale konkursu punkty oraz od których państw walijski reprezentanci otrzymywali noty.
Kraje, którym Walia przyznała najwięcej punktów:
| Lp. | Kraj                            | Punkty |
| --- | ------------------------------- | ------ |
| 1   | Gruzja                          | 18     |
| 2   | Australia · Kazachstan · Polska | 12     |
| 3   | Francja                         | 10     |

Kraje, od których Walia otrzymała najwięcej punktów:
W poniższej tabeli podano ile punktów otrzymała Walia w Konkursie Piosenki Eurowizji Junior.
| K.p | Kraj   | Punkty |
| --- | ------ | ------ |
| 1   | Włochy | 6      |
| 2   | Gruzja | 3      |